# NGC 4967
NGC 4967 (również PGC 45281) – galaktyka eliptyczna (E?), znajdująca się w gwiazdozbiorze Wielkiej Niedźwiedzicy. Odkrył ją William Herschel 14 kwietnia 1789 roku.